# Гневашевская
Гневашевская — деревня в Вытегорском районе Вологодской области.
Входит в состав Андомского сельского поселения (с 1 января 2006 года по 9 апреля 2009 года входила в Тудозерское сельское поселение), с точки зрения административно-территориального деления — в Тудозерский сельсовет.
Расположена на берегу Онежского озера. Расстояние до районного центра Вытегры по автодороге — 42 км, до центра муниципального образования села Андомский Погост по прямой — 15 км. Ближайшие населённые пункты — Ларьково, Ольково, Павликовская.
По переписи 2002 года население — 24 человека (11 мужчин, 13 женщин). Всё население — русские.
В деревне расположены фельдшерско-акушерский пункт, магазин.